# ۱۸۱۳ ایمهوتپ
سیارک ۱۸۱۳ (به انگلیسی: 1813 Imhotep، نامگذاری:7589P-L) هزار و هشتصد و سیزدهمین سیارک کشف شده‌است که در ۱۷ اکتبر ۱۹۶۰ کشف شد.
قدر مطلق سیارک برابر ۱۱٫۶۰ است.